# 大塚実
大塚 実（大塚 實、おおつか みのる、1922年（大正11年）10月9日 - 2019年（令和元年）9月7日）は、日本の実業家。大塚商会創業者。後を継いだ大塚裕司は長男。

## 経歴
- 1922年（大正11年）10月9日生まれ。出身は栃木県芳賀郡益子町[3]。
- 1939年（昭和14年） - 栃木県立真岡中学校（現・栃木県立真岡高等学校）卒業[1][4]。
- 1944年（昭和19年） - 中央大学法学部卒業[3]。インパール作戦に従軍[4]。
- 1947年（昭和22年） - 理研光学工業株式会社（現・株式会社リコー）入社。
- 1951年（昭和26年） - 同退社。
以後、理研紙工業（1951年設立）、ルミナ閃光電球（1953年入社）、山本商会（1954年入社）を経て、
- 1961年（昭和36年）7月 - 複写機及びサプライ商品の販売を目的として、大塚商会を東京・秋葉原で創業、11月に株式会社化[5]。
- 1961年（昭和36年）12月 - 株式会社大塚商会を設立代表取締役社長。
- 2000年（平成12年）7月 - 東京証券取引所市場第一部に株式を上場。
- 2001年（平成13年）8月 - 代表取締役会長。
- 2004年（平成16年）3月 - 相談役名誉会長[3]。
- 2019年（令和元年）9月7日 - 老衰のため死去[6]。享年96。

## 親族
大塚裕司大塚商会代表取締役社長は長男。

## 母校
母校である栃木県立真岡高等学校に対し、下記のような寄付を行ったほか、同窓会副会長を務める等、熱心な支援を行っていた。
- 真岡高記念館の耐震工事の費用として、約1億5千万円を寄付。2015年4月24日に行われた竣工式には本人が出席し、講演が行われた[8]。
- グラウンド人工芝化工事の費用として、約2億6500万円を寄付。2016年10月28日に竣工式が行われた[9][10]。

## 対外活動
- NPO法人日本橋川・神田川に清流をよみがえらせる会の特別顧問。
- 熱海梅園 - 熱海市の観光資源である熱海梅園の木々の樹勢が衰え、花付きが悪くなってきたのを憂慮しほとんど私費を投じて取り組んできた。まず、樹勢が衰えた木や密集して植わっている木々を間引きすると共に、太陽を遮っていた木々を伐採し梅の生育環境を改善した。そして、早咲きの梅を中心に植樹した。また、カキツバタ、センリョウ、ドウダンツツジなどの低木を植え、秋の紅葉をさらに彩のためにモミジも多く植栽した。これを楽しみに多くの人が訪れる[11]。このことを顕彰するために、熱海梅園内には「大塚実氏顕彰記念碑」が建てられている。

## 賞詞
- 2002年（平成14年） - 経済産業大臣表彰[3]